# يان ستيوارت دونالدسون
يان ستيوارت دونالدسون (بالإنجليزية: Ian Stuart Donaldson)‏ (و. 1957 – 1993 م) هو موسيقي، ومغني، وعازف قيثارة بريطاني، يستخدم آلات قيثارة، بدأ مشواره المهني سنة 1976، توفي في ديربيشاير، عن عمر يناهز 36 عاماً، بسبب حادث مرور.